# Kuhari, Kovel
Kuhari (în ucraineană Кухарі) este un sat în comuna Velîțk din raionul Kovel, regiunea Volînia, Ucraina.

## Demografie
Componența lingvistică a localității Kuhari
     Ucraineană (100%)
Conform recensământului din 2001, toată populația localității Kuhari era vorbitoare de ucraineană (100%).